# پارک نیمه‌ملی هیداکا-سانمیاکو
پارک نیمه‌ملی هیداکا-سانمیاکو (به لاتین: Hidaka-sanmyaku Erimo Quasi-National Park) یک پارک ملی و منطقهٔ مسکونی در ژاپن است که در هوکایدو واقع شده‌است.